# GBS Leipzig
Die GBS Leipzig (Gemeinnützige Gesellschaft mbH für technische und kaufmännische berufsbildende Schulen Leipzig) war eine staatlich anerkannte Fachschule in freier Trägerschaft mit Sitz in der Leipziger Südvorstadt. Als Einrichtung der Aufstiegsfortbildung bestand sie von 1990 bis 2024 und bot als Schwerpunkt Fachschulstudiengänge an.

## Geschichte
Bereits den 1980er-Jahren wurde eine Fachschule mit dem Namen GBS in München gegründet. Aus der am 1. November 1990 in Leipzig entstandenen Treuhandgesellschaft Nachrichtenelektronik Beschäftigungs- und Weiterbildungsgesellschaft mbH ging nach diesem Vorbild am 1. Oktober 1991 die heutige GBS Leipzig hervor. Vom Landesarbeitsamt Südbayern wurde damals das Modellprojekt Erste private Fachschule in Sachsen initiiert, welches mit einer im Jahr 1992 durch das Sächsische Staatsministerium für Kultus erteilten Genehmigung der GBS Fachschule für Technik und Wirtschaft umgesetzt wurde. Seit 1994 war die Gemeinnützige Gesellschaft mbH für technische und kaufmännische berufsbildende Schulen selbstständiger Träger der Fachschule.
Die direkt nach der Wende zunächst genutzten Gebäude an der Ecke Mahlmannstraße/Wundtstraße zeigten starken Verfall, so dass bereits nach kurzer Zeit die Planungen für einen Neubau an gleicher Stelle aufgenommen wurden. Während der Baumaßnahmen Mitte der 1990er-Jahre wurde der an das Gebäude angrenzende, mehrere Jahrzehnte lang verborgene Pleißemühlgraben wieder freigelegt. Nach Fertigstellung der Arbeiten wurde das Gebäude über drei Brücken mit der westlich gelegenen Wundtstraße verbunden.

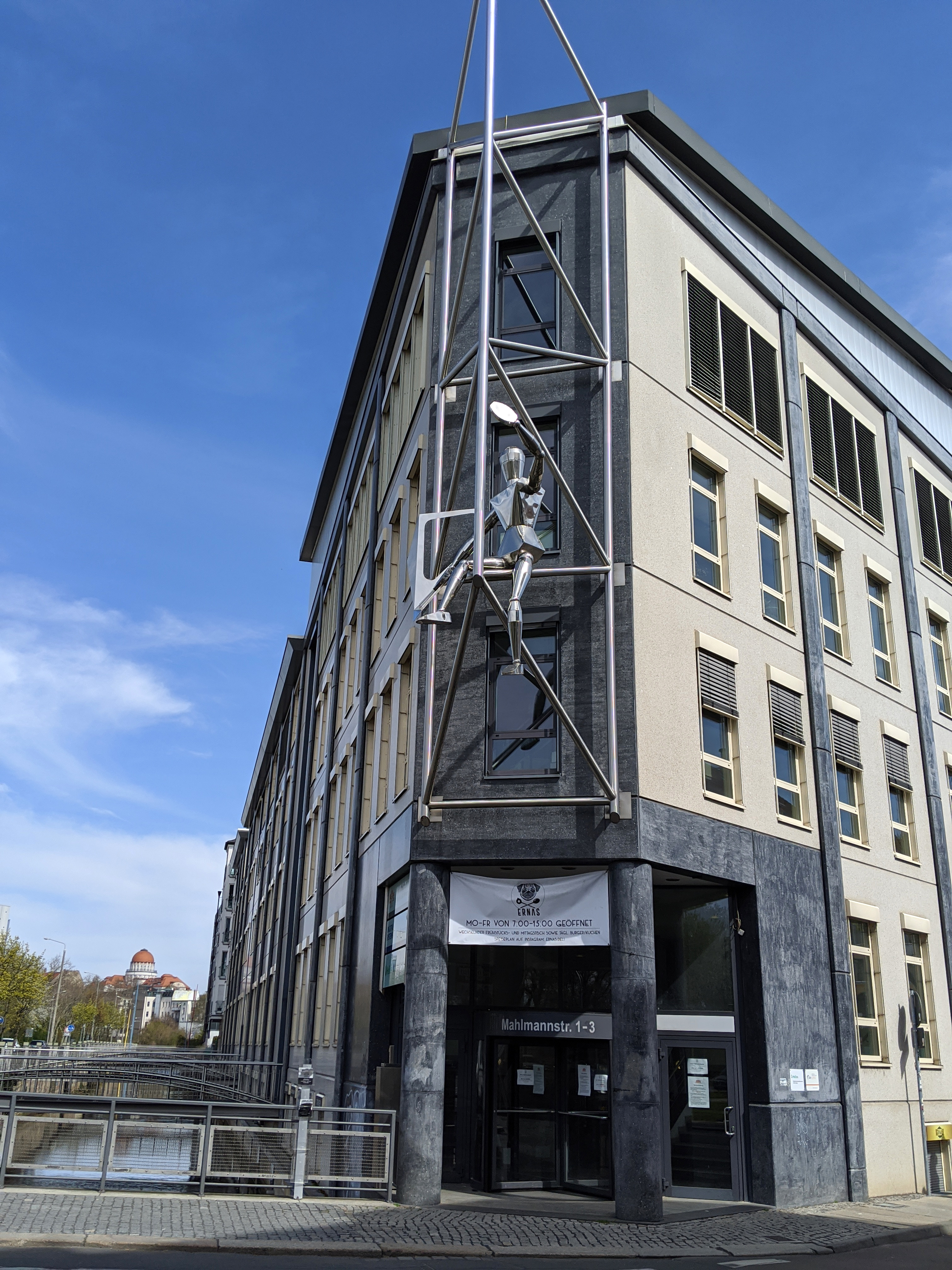
Haupteingang mit Homo Comp, links der Pleißemühlgraben

Die Südseite des Neubaus wurde aufgrund der exponierten Lage an der vielbefahrenen Wundtstraße durch einen von der Bamberger Kunstschlosserei Gebrüder Bosch gefertigten Fassadenschmuck verziert. Das Werk mit dem Titel Homo Comp besteht aus einer fast vier Meter hohen roboterähnlichen Figur nach einem Entwurf von Horst-Peter Müller.
Zum 1. August 2023 hat die WBS-Gruppe den Geschäftsbetrieb der Fachschule übernommen. Am 2. Januar 2024 wurde die Liquidation der GBS gGmbH im elektronischen Bundesanzeiger bekanntgemacht.

## Lehrangebot
Den Schwerpunkt bildeten Fachschulstudiengänge in Voll- oder Teilzeit, durch welche die Abschlüsse Staatlich geprüfter Techniker beziehungsweise Geprüfter Betriebswirt erreicht werden konnten. Diese Bildungsgänge knüpften an die langjährige Tradition der Ingenieurschulen in der damaligen DDR an. Im Deutschen Qualifikationsrahmen sind die Abschlüsse auf Stufe 6 (gleichgestellt mit Bachelor) angesiedelt.
Zudem wurden anschließende Weiterbildungen angeboten, durch welche das DQR-Niveau 7 erreicht werden konnte, wie beispielsweise die Fortbildung zum Geprüften Technischen Betriebswirt.

## Auslandsbeziehungen
Bereits seit ihrer Gründung unterhielt die GBS Beziehungen nach China mit dem Ziel, insbesondere den Austausch in elektrotechnischen Bildungsangeboten zu fördern. Regelmäßig wurden daher Weiterbildungen für Einheimische in chinesischen Ballungszentren durchgeführt und auch chinesische Gruppen in Leipzig zu mehrwöchigen Präsenzseminaren begrüßt.